# Palugyay Imre (püspök)
Nagy-palugyai és bodafalvi Palugyay Imre (Kispalugya, Nyitra vármegye, 1780. október 31. – Nyitra, 1858. július 24.) nyitrai püspök, egyházi író.

## Életrajza
Palugyay Menyhért és Madocsányi Teréz birtokos szülők fia. A középiskolai és bölcseleti osztályokat Rózsahegyen, Kisszebenben és Egerben végezte. Gróf Révay János püspök vette fel a szepes vármegyei növéndékpapok közé; ekkor a hittudományok tanulása végett a pozsonyi várban székelő papnevelőbe küldték. 1803. december 4-én miséspappá szentelték fel és püspöki levéltárnokká nevezték ki. 1806-ban Németlipcse tanácsa kérte ki püspökétől a város plébánosának; nemsokára esperes lett. 
1809-ben címzetes apáttá (s. Nicolai de Gaczko), 1819-ben szepesi kanonokká, 1825-ben a királyi ítélőtábla prelátusává, 1827-ben a váci székeskáptalan éneklő kanonokjává, 1829-ben helytartósági tanácsossá és fárói (pharos) választott püspökké, 1831-ben pedig kassai megyés püspökké nevezték ki, 1832. február 24-én megerősített kassai megyés püspök lett. Nádasdy Ferenc gróf 1832. május 6-án Vácott püspökké szentelte. 1838. november 22-én a nyitrai püspökségre helyezték át.
Az 1839-40. évi valamint a következő országgyűlések zajos vitatkozásaiban tevékeny részt vett, elsősorban a vegyesházasságok ügyében mondott beszédeivel tűnt ki. Főleg egyházmegyéje papjainak és híveinek élt. Valahányszor egyházmegyéjét bejárta, nemcsak szellemi, hanem anyagi jótékonyságban is részesítette híveit, különösen a felső vidéken, ahol az éhséggel küzdőknek igen sokat áldozott. 
1849-ben a Szent István király rendjével és valóságos belső titkos tanácsosi ranggal, 1852-ben a Vaskorona-rend első osztályával tüntette ki a király, 1854-ben pedig a Lipót-rend nagykeresztjét kapta. Jelentékeny jótékony adományainak koronáját az 1854. augusztus 18-án alapított apácazárda és a templom tette, melyre az alapítványul hagyott 68 000 forinton kívül életében 300 000 forintot költött.